# Preixan
Preixan är en kommun i departementet Aude i regionen Occitanien  i södra Frankrike. Kommunen ligger  i kantonen Montréal som ligger i arrondissementet Carcassonne. År 2022 hade Preixan 637 invånare.

## Befolkningsutveckling
Antalet invånare i kommunen Preixan
Referens: INSEE